# 벤시몽
벤시몽(프랑스어: Bensimon)은 프랑스의 토탈 라이프스타일 브랜드이다.